# گرتا تاسلاکیان
گرتا تاسلاکیان (ارمنی: Գրետա Թասլակյան؛ زادهٔ ۱۶ اوت ۱۹۸۵) ورزشکار دو و میدانی در رشته دو سرعت ارمنی‌تبار اهل لبنان است. وی در مسابقات دو و میدانی قهرمانی آسیا و بازی‌های پان عربی موفق به کسب سه مدال طلا، دو مدال نقره و یک مدال برنز شده‌است.